# Могіляни
Могіляни (пол. Mogilany) — село в Польщі, у гміні Могіляни Краківського повіту Малопольського воєводства.
Населення — 3052 особи (2011).

## Географія
У селі бере початок річка Влосанка.

## Демографія
Демографічна структура станом на 31 березня 2011 року:
|          | Загалом | Допрацездатний вік | Працездатний вік | Постпрацездатний вік |
| -------- | ------- | ------------------ | ---------------- | -------------------- |
| Чоловіки | 1448    | 329                | 988              | 131                  |
| Жінки    | 1604    | 360                | 971              | 273                  |
| Разом    | 3052    | 689                | 1959             | 404                  |